# Еме Антуанетта Камю
Еме Антуанетта Камю (фр. Aimée Antoinette Camus, 1 травня 1879, Л'Іль-Адам — 17 квітня 1965) — французька науковиця з ботаніки. Камю є другою за кількістю названих видів наземних рослин серед жінок-вчених, загалом назвала 677 видів. 

## Біографія
Камю народилася в сім'ї вченого-ботаніка Едмона Гюстава Камю (1852—1915). Здобувши освіту, в якій вона спеціалізувалася на вивченні орхідей та анатомії рослин, Камю працювала у Паризькому Національному музеї природознавства.
Разом зі своїм батьком Еме Антуанетта Камю у 1904–1906 роках випускає наукову працю «Класифікація лугів Європи та монографія про луки Франції». У 1914 виходить її дослідження «Кипариси», у 1923 році — робота «Дерева і чагарники як частина декоративної прикраси». У 1934–1954 роках працювала над великим дослідженням «Дуби». Отримали також широку популярність роботи Камю про орхідеї. Крім вищеназваних, слід вказати такі фундаментальні наукові праці Е. А. Камю (в бібліографії — А. Камю):
- «Орхідеї Європи та Середземноморського басейну (1921–29)»
- «Рослинний світ Індокитаю (1922)»
- «Природні аномалії в орхідей (1924)»
- «Орхідеї Європи, Північної Африки, Малої Азії і транскаспійських російських провінцій (1908)» (спільно з Е. Г. Камю).